# To Know Him Is to Love Him
To Know Him is to Love Him är en låt skriven av Phil Spector och framförd av The Teddy Bears. Låten blev 1958 etta på den amerikanska singellistan Billboard Hot 100. 
Titeln kommer från Spectors fars gravsten; fadern begick självmord då Phil Spector var nio år. "To Know Him is to Love Him" var The Teddy Bears enda stora hit och efter "Oh Why", som inte alls blev lika framgångsrik, gick Spector vidare till att börja producera andra artister och grupper.
Flera artister har gjort covers på låten, däribland Emmylou Harris, Dolly Parton och Linda Ronstadt i en terzett 1987, vilken toppade Billboards countrylista i USA. Låten spelades 2007 in i duett av Jill Johnson och Lisa Miskovsky på albumet Music Row . Kikki Danielsson spelade 2011 in den på albumet Första dagen på resten av mitt liv .
The Beatles, och senare även det svenska dansbandet Larz-Kristerz, spelade in sången "To Know Her is to Love Her", medan den hette "To Know You is to Love You" då den framfördes av Marc Bolan och Gloria Jones, Peter and Gordon och Bobby Vinton.

### Fotnoter
1. ↑  Classic Tracks, Back To Back Singles; Thunder Bay Press, 2008.
2. ↑  ”Show 14 - Big Rock Candy Mountain: Rock 'n' roll in the late fifties. [Part 4] : UNT Digital Library”. Pop Chronicles. Digital.library.unt.edu. 27 april 1969. http://digital.library.unt.edu/ark:/67531/metadc19763/m1/. Läst 9 september 2010.
3. ↑  ”Svensk mediedatabas”. http://smdb.kb.se/catalog/id/002206876. Läst 5 maj 2011.
4. ↑  ”Svensk mediedatabas”. http://smdb.kb.se/catalog/id/002713276. Läst 18 maj 2011.